# Бомлиц
Бомлиц (њем. Bomlitz) општина је у њемачкој савезној држави Доња Саксонија. Једно је од 23 општинска средишта округа Золтау-Фалингбостел. Према процјени из 2010. у општини је живјело 6.990 становника. Посједује регионалну шифру (AGS) 3358004.

## Географски и демографски подаци
Бомлиц се налази у савезној држави Доња Саксонија у округу Золтау-Фалингбостел. Општина се налази на надморској висини од 59 метара. Површина општине износи 64,1 km². У самом мјесту је, према процјени из 2010. године, живјело 6.990 становника. Просјечна густина становништва износи 109 становника/km².

## Међународна сарадња
| Мјесто | Држава    | Врста сарадње | Од    |
| ------ | --------- | ------------- | ----- |
|        | Француска | партнерство   | 2003. |
| Извор  |           |               |       |